# Cos-B
Cos-B è stato il primo satellite astronomico lanciato dall'Agenzia Spaziale Europea (ESA) il 9 agosto 1975 per lo studio dei raggi gamma delle stelle e degli altri corpi celesti, e in particolare degli inspiegati livelli di radiazione scoperti dai primi satelliti americani.
Il satellite venne lanciato dalla NASA in quanto ai tempi l'ESA non disponeva ancora di un lanciatore indipendente, e la sua missione durò 6 anni e mezzo terminando il 25 aprile 1982.
I contributi scientifici includono il catalogo 2CG contenente oltre 25 sorgenti di raggi gamma e una mappa della Via lattea. La sonda osservò anche la binaria X Cygnus X-3.
La allora LABEN di Milano (ora integrata in Thales Alenia Space, sede di Gorgonzola) provvide alla fornitura degli apparati di bordo e di terra per la elaborazione dei dati telemetrici e per il controllo del carico.